# 切里希爾 (新澤西州)
切里希爾（英語：Cherry Hill）是位於美國新澤西州康登縣的一個鎮區。

## 地方資料
切里希爾的面積為62.67平方千米，當中陸地面積為62.35平方千米，而水域面積為0.32平方千米。根據2020年美國人口普查的數據，當地共有人口74553人，而人口密度為每平方千米1,189.61人。